# Vlijtig liesje
Het vlijtig liesje (Impatiens walleriana) is een 30–60 cm hoog, overblijvend kruid. Het is een sterk vertakte plant met kale, gladde, glanzende, doorschijnende stengels. De bladeren zijn onder aan de stengels verspreid geplaatst en in het bovenste gedeelte staan ze in kransen. De bladeren zijn elliptisch tot lancetvormig, in de bladsteel versmald, toegespitst en aangedrukt getand. 
De bloemen zijn rood, roze of wit van kleur. Ze zijn plat van vorm en steken uit boven de vliezige steunblaadjes. Ze worden tot 4 cm breed, zijn schijnbaar radiair symmetrisch, maar feitelijk tweezijdig symmetrisch door de fijne, lange spoor.
Het vlijtig liesje komt van nature voor in de bergen in tropisch Afrika en op Zanzibar. De soort wordt veel als kamerplant toegepast, hoewel hij de laatste jaren in de handel wordt overschaduwd door de verwante Nieuw-Guinea-impatiens, die ook wel onder de naam "vlijtig liesje" wordt verkocht. De plant is gemakkelijk vegetatief te vermeerderen door middel van stekken. 
... · 
I. balfourii (Tweekleurig springzaad) · 
I. balsamina · 
I. glandulifera (Reuzenbalsemien) · 
I. hawkeri (Nieuw-Guinea-impatiens) · 
I. namchabarwensis · 
I. niamniamensis (Congobalsemien) · 
I. noli-tangere (Groot springzaad) · 
I. capensis (Oranje springzaad) · 
I. parviflora (Klein springzaad) · 
I. walleriana (Vlijtig liesje) · 
...